# Homerus
Homerus, ook wel Homeros (Oudgrieks: Ὅμηρος, Hómēros), was een Griekse dichter en zanger die leefde van ca. 800 v.Chr. – ca. 750 v.Chr. Hij vervaardigde epische gedichten, waarin hij een groot aantal overgeleverde heldensagen, godenverhalen en mythische vertellingen uit zijn cultuur verwerkte. Twee epische gedichten, de Ilias en de Odyssee, de oudst bekende en bewaard gebleven literaire werken van de Griekse letterkunde, worden aan hem toegeschreven. Hier bestaat echter al lange tijd grote onzekerheid over. Het wordt zelfs betwist dat beide werken door één auteur zijn vervaardigd.
De historicus en schrijver Simon Sebag Montefiore schrijft in zijn boek "Wereld" (2022): Tussen 750 en 650 schreef een groep schrijvers, later gepersonaliseerd als 'Homerus', twee grote epische gedichten, de Ilias en de Odyssee, waarin oude Myceense verhalen zijn samengenomen.

## Biografie
Over zijn geboorteplaats zijn de geleerden het oneens. Sommigen zeggen Smyrna - het huidige Izmir in Turkije - , anderen het eiland Chios. Chios wordt met grote nauwkeurigheid beschreven in de Odyssee en reeds in de 6de eeuw v.Chr. waren er op dat eiland rapsoden die zichzelf Homeridae (kinderen van Homerus) noemden en die zijn gedichten uitvoerden. Het eiland Ios in de Cycladen beroept zich op zijn begraafplaats.
Zijn naam werd reeds in de oudheid uitgelegd als een afleiding van "ὁ μὴ ὁρῶν", "de niet ziende", met andere woorden: zijn naam was een aanduiding dat hij blind was. Sommigen zijn van mening dat hij zijn ogen sloot, wanneer hij een verhaal vertelde en daardoor de bijnaam "de blinde bard" kreeg.
Ook de tijdsperiode en de omstandigheden waarin hij leefde blijven tot op vandaag grotendeels in nevelen gehuld. De Nederlandse geleerde Ruijgh heeft getracht aan te tonen dat Homerus reeds in de negende eeuw voor Christus moet hebben geleefd. Zijn handicap is een voor de hand liggende reden, waarom hij de kost verdiende met het verzamelen van verhalen, die hij waarschijnlijk door iemand anders liet opschrijven, maar zeker is dat niet. Sommigen beweren zelfs dat hij nooit bestond, of dat de naam Homeros een verzamelnaam was voor verschillende dichters, die de Ilias en Odyssee schreven. De studie omtrent deze onzekerheden, noemt men de homerische kwestie.
Het wordt erg waarschijnlijk geacht dat de gedichten ontstonden aan de westkust van Turkije of in de oostelijke Egeïsche Zee: de regio Ionië waartoe ook Ios en Smyrna behoren. De taal van de gedichten van Homerus is over het algemeen Ionisch, met lagen van archaïsmen en sporen van dialecten uit andere delen van de Griekse wereld. De Amerikaanse geleerde Milman Parry heeft aangetoond dat achter de werken van Homerus een mondelinge overlevering schuilgaat. Hij bewees zijn stelling aan de hand van de structuur en het muzikale ritme van de gedichten en met de herhalingen van clichés zoals "rozevingerige dageraad", "ongeoogste zee" en "goddelijke Odysseus" waarop een bard kon terugvallen om een opening te vullen. Dat sluit niet uit dat er echt een Homerus kan geweest zijn die het bestaande mondelinge materiaal samenbracht in de volledige Ilias en misschien een tweede Homerus die hetzelfde deed met de Odyssee. Beiden zijn samenhangende literaire werken die in geschreven vorm voltooid zijn in de 8ste of het begin van de 7de eeuw v.Chr.

## Werken
De Ilias en de Odyssee zijn epische gedichten. Ze zijn gesitueerd rondom de strijd om Troje, een stad in het noordwesten van Klein-Azië. Er bestonden wellicht reeds vele eeuwenlang mondeling overgeleverde Trojaanse heldensagen, waaruit de beide epen zijn samengesteld.

### Ilias
De Ilias (zo genoemd naar de andere naam van Troje, Ilion) beschrijft 51 dagen uit het 10e jaar van die oorlog. De voorgeschiedenis van die episode komt slechts terloops aan de orde: de schaking van Helena, de dochter van Leda en Zeus, gehuwd met koning Menelaüs van Sparta, door Paris, de zoon van koning Priamus van Troje, de veldtocht om Helena te bevrijden onder leiding van Agamemnon en gebeurtenissen tijdens de eerste zes jaar van het beleg. Het eigenlijke thema van de Ilias is de wrok van Achilles jegens de Griekse leider Agamemnon: ruzie om een buitgemaakte slavin. Achilles onttrekt zich hierom aan de strijd; militaire rampspoed voor de Grieken is daarvan het gevolg. De dood van Achilles' wapenmakker Patroclus doet Achilles weer aan de strijd deelnemen om zich te wreken op de Trojaanse held Hector. De uitvaart van Hector is de laatste episode van de Ilias. Het sneuvelen van Achilles, die getroffen zou worden in zijn spreekwoordelijk geworden achillespees en de inname van Troje middels de klassieke krijgslist van het Paard van Troje, komen er niet in voor. De Grieken zelf vatten het thema van de Ilias samen met 3 woorden: eris (twist, tussen Achilles en Agamemnon), menis (wrok, van Achilles tegen Agamemnon en de Grieken) en tisis (wraak, door Achilles gekoeld op Hector die Patroclus gedood had).

### Odyssee
De uit 24 boeken bestaande Odyssee (afgeleid van de naam Odysseus, een Griekse koning van het eiland Ithaka) is een raamvertelling, waarin de tien jaar durende reis van de hoofdpersoon Odysseus wordt verteld. Het kader vormt de terugkeer van de held van het eiland van de nimf Calypso, zijn verblijf op het paleis der Phaeaken, waar hij zijn lotgevallen verhaalt en de eigenlijke thuiskomst in zijn koninkrijk Ithaca, waar hij afrekent met de vele vrijers van zijn vrouw Penelope, die trouw op hem heeft gewacht. Penelope zei dat ze een nieuwe man zou kiezen als ze klaar was met weven, maar telkens als ze bijna klaar was, trok ze haar werk weer los.

### Toegeschreven werken
Aan Homerus werden in de Oudheid de volgende werken toegeschreven:
- Batrachomyomachia - Een oorlog tussen kikkers en muizen.
- De Zeven tegen Thebe, ook wel Thebais genoemd - Het verslag van de zeven helden die een veldtocht tegen Thebe ondernamen: Adrastus, Polynices, Tydeus, Capaneus, Parthenopaeus, Mecisteus en Amphiaraüs.
- Hymnen aan verschillende godheden, de zogenaamde Homerische hymnen.
- Epigonoi - Herodotus (4.32) laat in het midden of dit verloren gegane epos al dan niet van de hand van Homerus is.

### Twijfel
Deze werken zijn echter alle van aanzienlijk latere datum dan de Ilias en de Odyssee en kunnen niet van 'Homerus' zijn.
Men denkt dat 'Homerus' in de loop der eeuwen een soort van kwaliteitsstempel is geworden. Als men een goed Grieks verhaal vond waarvan de auteur niet (meer) bekend was, werd het soms bestempeld als een tekst van Homerus. Er wordt zelfs gezegd dat Homerus nooit bestaan heeft en dat het een verzamelnaam is voor alle schrijvers die aan de homerische werken hebben geholpen.

### Vertalingen
Vertalingen van de Ilias in het Nederlands:
- Homerus: Ilias, de wrok van Achilles; ingeleid en vertaald in Nederlandse hexameters door H.J. de Roy van Zuydewijn, 2004.
- Homerus: Ilias, vertaald door M.A. Schwartz, Amsterdam, 1956 (en vele herdrukken).
- Homerus: Ilias, vertaald door Ben Bijnsdorp.[3]
- Homeros: Ilias, (metrische vertaling), vertaald door Imme Dros, Van Oorschot, Amsterdam 2015. In 1999 verscheen van Dros al een bewerking van de Ilias onder de titel Ilios. Het verhaal van de Trojaanse oorlog.
- Homerus, Ilias. Wrok in Troje, vertaald door Patrick Lateur in vijfvoetige jamben, Athenaeum - Polak & Van Gennep, Amsterdam, 2010, 2014². Bekroond met de Vlaamse Cultuurprijs Letteren 2013.
- Homerus: Ilias (metrische vertaling), vertaald door Dr. Aegidius W. Timmerman, uitg. H.J. Paris, Amsterdam, 1931.
- Homeros, Ilias en Odyssea, vertaald door Frans van Oldenburg Ermke, Kempische Boekhandel, 1959.

Vertalingen van de Odyssee in het Nederlands:
- Homeros' Odyssee, vertaald door Bertus Aafjes, uitgeverij Meulenhoff, 1965.
- Homerus: Odyssee, de terugkeer van Odysseus; ingeleid en vertaald in Nederlandse hexameters door H.J. de Roy van Zuydewijn, 1992.
- Homerus: Odyssee, vertaald door M.A. Schwartz, Amsterdam, 1956 (en vele herdrukken).
- Homerus: Odyssee, vertaald door Ben Bijnsdorp.[4]
- Homerus: Odyssee (metrische vertaling), vertaald door Dr. Aegidius W. Timmerman, uitg. H.J. Paris, Amsterdam, 1934.
- Homeros, Odysseia, (metrische vertaling), vertaald door Imme Dros, Amsterdam, 1991.
- Homerus, Odyssee. Een zwerver komt thuis, vertaald door Patrick Lateur in vijfvoetige jamben, Athenaeum - Polak & Van Gennep, Amsterdam, 2016.

## Homerische taal
Homerus schreef zijn befaamde epen, de Ilias en de Odyssee, in de achtste eeuw voor Christus in een unieke vorm van Oudgrieks, het zogeheten Homerisch of episch Grieks. Dit kunstmatige dialect wijkt af van het Grieks in andere klassieke teksten, zoals de tragedies van Aeschylus, Sophocles en Euripides, of de werken van geschiedschrijvers als Herodotus en Thucydides. Niet alleen Homerus gebruikte deze taal; ook dichters als Hesiodos, Theognis van Megara en de anonieme auteurs van de Homerische Hymnen schreven in deze stijl, waarbij de hymnen vaak als pseudo-Homerisch worden beschouwd. Het episch Grieks bleef in gebruik tot het einde van de klassieke oudheid, met sommige teksten daterend uit de vijfde eeuw na Christus.
Homerisch Grieks is een kunsttaal, ontwikkeld voor epische heldendichten en nooit gesproken in het dagelijks leven. Het is een mengeling van Oudgriekse dialecten, voornamelijk gebaseerd op het Ionisch uit Ionië, met invloeden uit het Eolisch en Arcado-Cyprisch. Het Attisch, dominant in de klassieke periode, beïnvloedde vooral het schrift. Een opvallend kenmerk is de digamma; hoewel deze letter in Homerus’ teksten niet meer voorkomt, is de klank nog merkbaar in het metrum. Onderzoekers zien de Ilias als iets ouder dan de Odyssee vanwege meer archaïsche taalkenmerken.
De epen werden aanvankelijk mondeling overgeleverd, wat de taal en stijl van de overgeleverde teksten sterk beïnvloedde. Door deze mondelinge traditie en latere overschrijvingen slopen onvermijdelijk inconsistenties in de tekst. De huidige versies verschillen dus van de oorspronkelijke voordrachten door aoidoi, de zangers die de epen uit het hoofd reciteerden. Zij gebruikten vaste uitdrukkingen, epitheta en typische scènes in een kringstructuur om hun voordracht te structureren. De epen bestaan hoofdzakelijk uit parataxis, korte nevenschikkende zinnen, wat het memoriseren en reciteren vergemakkelijkte.
De Ilias en Odyssee zijn geschreven in dactylische hexameters, een metrum gebaseerd op de lengte van klinkers, niet op klemtoon zoals in het Nederlands. Een dactylus bestaat uit een lange en twee korte klinkers, zesmaal herhaald per vers, soms afgewisseld met een spondee (twee lange klanken). Dit metrum is lastig te vertalen in het Nederlands vanwege de minder flexibele woordvolgorde. Toch slaagden vertalers als Imme Dros (Odysseia, 1991) en H.J. de Roy van Zuydewijn (Odyssee, 1992) erin om dactylische hexameters te behouden. Eerder gebruikte Aafjes in 1965 een jambische versmaat, beter passend bij het Nederlands. Voor het Grieks is de dactylische hexameter natuurlijker, maar vereist vaak grammaticale of lexicale aanpassingen (metri causa) om het ritme te behouden.
Het vocabularium van Homerus is opmerkelijk: de epen bevatten circa 9.000 woorden, waaronder 1.382 eigennamen. Van de resterende 7.618 woorden zijn 2.307 hapax legomena, unieke woorden die enkel in Homerus’ werk voorkomen. Dit maakt zijn woordenschat uniek in het overgeleverde Griekse corpus.

## Invloed
De invloed van Homerus op de westerse cultuur in het algemeen, en de literatuur, in het bijzonder ook de Nederlandse, is groot.